# Lazare Lenain

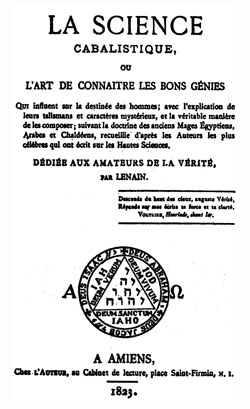
Libro de Lenain: La Science Cabalistique, ou l’art de comaitre les bons Genies.

Lazare Républicain Lenain (1793-1877) fue un librero y trabajador textil procedente de Amiens, mago, ocultista y autor de una sola obra,  La science cabalistique  (Amiens, 1823), que publicó obedeciendo un deseo de dar a conocer la verdadera magia para desdemonizarla. Se trata principalmente de los 72 ángeles (o «buenos genios») que rodean el trono de Dios, y los medios para identificar, entre ellos, sus genios personales.

## Biografía
La Science cabalistique, que se presenta como una especie de manual para el uso de magos, tuvo algo de éxito en los círculos ocultistas franceses al final del siglo XIX. Hoy está traducido a muchos idiomas.